# Alla ricerca della Valle Incantata 9 - Le meraviglie del mare
Alla ricerca della Valle Incantata 9 - Le meraviglie del mare (The Land Before Time IX: Journey to Big Water) è il nono film della serie Alla ricerca della Valle Incantata.

## Trama
Da giorni nella Valle Incantata piove a dirotto, impedendo a Piedino di giocare, e quando torna il beltempo tutti i suoi amici sono impegnati (Tricky deve spostare un tronco caduto insieme al padre, Ducky e Spike devono traslocare e Petrie ha il raffreddore). Annoiato, Piedino si lamenta coi nonni, i quali gli dicono che può divertirsi comunque perché nella valle incantata ci sono tanti dinosauri con cui fare amicizia. Piedino decide di giocare da solo finché esplorando non trova una grande lago formatosi dopo la pioggia; gli adulti temono che la corrente abbia portato creature pericolose nella Valle, pertanto ammoniscono Piedino di starne alla larga.
Il giorno dopo Piedino sente degli stridii provenienti dal lago e decide di andare a vedere di nascosto dai nonni, arrivato si accorge che è un piccolo nuotatore (Ophtalmosaurus) e quando si avvicina inizia a fare amicizia con il nuotatore di nome Mo, che si dimostra molto amichevole e scherzoso. I suoi amici però sono inquieti dal fatto di non trovare il loro amico finché non sentono la sua voce nei pressi del grande lago, nonostante gli ammonimenti fatti dagli adulti si avvicinano e vedono Piedino coperto di fango, Piedino vuole presentargli Mo ma la diffidenza di Tricky fa andare via Mo che ha sentito tutto. Gli altri non sembrano preoccupati e quando Piedino chiama Mo, egli non si presenta Tricky pensa che si tratti di un amico immaginario, Petrie fa notare che non c'è nulla di male avendone uno lui.
Mo però spunta fuori e Piedino lo presenta agli altri, Tricky rimane diffidente, e sorprende tutti dicendo di venire dalla Grande Acqua (Il mare), egli dice che durante la pioggia a causa di una tempesta e di un vortice è stato trasportato dalla corrente fino alla valle e afferma di essere solo, quando però va sott'acqua si accorge della presenza di un dentiaguzzi nuotatore (Liopleurodon) che subito si avvicina a riva, Mo lo supera e tenta di avvisare gli altri ma viene frainteso.
Il dentiaguzzi si spinge in acqua per attaccare i piccoli dinosauri, ma viene fermato da Mo. Tricky ora è convinta che non devono avere nulla a che fare con il lago e decide di andarsene, ma Piedino è convinto a dover riaccompagnare Mo alla Grande Acqua e nonostante i dubbi di Tricky decide di chiedere aiuto agli adulti, il padre di Tricky però come al solito non vuole affatto aiutare una creatura diversa e pertanto Piedino decide di pensarci da solo.
Una scossa di terremoto però crea un baratro tra i lago e la valle e quindi i piccoli dinosauri decidono di dare una mano a Mo, Petrie cerca un nuovo sentiero per arrivare alla Grande Acqua e grazie anche al suo amico immaginario lo trova. Lungo la via Tricky e infastidita dal comportamento scherzoso di Mo, infatti Mo pensa solo a divertirsi, grazie a questa cosa Piedino riesce a fargli superare un grande masso; nel frattempo il dentiaguzzi, che era rimasto intrappolato in una grotta a causa del sisma, riesce a liberarsi.
Passa qualche giorno e il gruppo inizia ad annoiarsi fino a quando, dopo aver cantato, scoprono da uno sciame di grilli che non manca molto alla Grande Acqua; poco dopo Ducky cade in un nido e dopo essere sfuggiti a un diverbio con la madre (Diplodocus) ella decide di accoglierli. Durante la notte Mo mostra a Piedino delle stelle marine e nascono i piccoli diplodochi, il mattino dopo i piccoli dinosauri partono e per via del caldo decidono di farsi un bagno dove Tricky ha un incontro con un granchio dispettoso, poi Mo decide di vedere come raggiungere il mare. Ricomincia a piovere e il dentiaguzzi nuotatore arriva e i piccoli dinosauri fanno diversi tentativi per nascondersi ma quando Mo ritorna decide di attaccare il dentiaguzzi e si fa inseguire.
Il mattino dopo Piedino è triste per via del fatto di quello che è successo a Mo ma gli altri lo consolano e consolano Tricky del fatto di essere stata gelosa di Mo. Facendo degli stridii ne sentono altri e quando li seguono scoprono che è Mo, nascosto in un tronco per evitare il dentiaguzzi, e dice ai suoi amici che è andato verso la Grande Acqua. Raggiunta la Grande Acqua Mo è triste di dover separarsi dai suoi nuovi amici ma riceve la promessa di rimanere amico di Piedino e poi sopraggiungono i parenti di Mo, Mo decide di dare una mano ai suoi amici chiedendo una via alternativa agli anziani e riceve risposta. Prima di andare Mo mostra a Piedino la sua casa ossia una bella barriera corallina, dopodiché i piccoli dinosauri tornano alla valle per la via consigliata dagli anziani trovando i loro genitori ad accoglierli.

## Home Video
In Italia, il film è stato distribuito in VHS e DVD dalla Universal Pictures Home Entertainment il 25 settembre 2003.

## Doppiaggio
| Personaggio     | Doppiatore originale | Doppiatore italiano |
| --------------- | -------------------- | ------------------- |
| Piedino         | Thomas Dekker        | Sonia Mazza         |
| Tricky          | Anndi McAfee         | Jasmine Laurenti    |
| Ducky           | Aria Noelle Curzon   | Debora Magnaghi     |
| Spike           | Rob Paulsen          |                     |
| Mo              | Rob Paulsen          | Claudio Moneta      |
| Madre di Ducky  | Jeff Bennett         | Dania Cericola      |
| Madre di Petrie | Jeff Bennett         | Stefania Patruno    |
| Petrie          | Tress MacNeille      | Davide Garbolino    |
| Nonna           | Miriam Flynn         | Annamaria Mantovani |
| Nonno           | Kenneth Mars         | Antonio Guidi       |
| Padre di Tricky | John Ingle           | Marco Balzarotti    |
| Narratore       | John Ingle           | Maurizio Scattorin  |